# Toad (software)
In informatica Toad è un software applicativo della ditta Quest usato dagli sviluppatori e amministratori di basi di dati e dagli analisti di dati per gestire basi di dati relazionali e non relazionali usando il linguaggio SQL. Si tratta di un client in grado di interfacciarsi con il DBMS attraverso un'interfaccia grafica o utilizzando un editor SQL.
La software house Quest è stata acquisita da Dell nel 2012, per poi essere rivenduta nel giugno 2016 ad Elliott Management, che ne ha ripristinato il nome originale.

## Ambienti e basi di dati supportate
Toad supporta i seguenti ambienti e basi di dati:
- Amazon Redshift
- Amazon SimpleDB
- Amazon DynamoDB
- Apache Hbase
- Apache Hive
- Apache Cassandra
- Google Analytics
- IBM DB2
- IBM Informix Dynamic
- IBM DB2 for Linux, UNIX and Windows
- IBM DB2 for z/OS
- IBM Netezza
- Ingres
- Microsoft Access
- Microsoft Excel
- Microsoft OData
- Microsoft SQL Server
- Microsoft SQL Server Analysis Services
- Microsoft SQL Server databases running on Amazon EC2
- Microsoft SharePoint
- Microsoft Windows Azure Table Storage Service
- Microsoft Windows Azure Marketplace DataMarket
- Microsoft Windows Azure SQL Database
- MongoDB
- MySQL
- ODBC generic
- Oracle databases running on Amazon EC2
- Oracle Business Intelligence Enterprise Edition
- Oracle
- PostgreSQL
- salesforce
- SAP® Business Objects
- SAP Sybase ASE
- SAP Sybase IQ
- SAP Sybase SQL Anywhere
- Teradata
- Vertica

Toad è disponibile sulle piattaforme Windows a 32-bit e a 64-bit, tra cui Microsoft Windows Server, Windows XP, Windows Vista, Windows 7 e 8 (32-Bit or 64-Bit). Dell software ha anche rilasciato una versione per Mac: Toad Mac Edition. Dell fornisce Toad una versione commerciale e di prova/gratuita.